# Mystus singaringan
Mystus singaringan es una especie de peces de la familia Bagridae en el orden de los Siluriformes.

## Morfología
• Los machos pueden llegar alcanzar los 30 cm de longitud total.

## Distribución geográfica
Se encuentra en Tailandia, Laos, la Península de Malaca, Sumatra, Borneo  Java.